# St. Leodegar (Stetten ob Rottweil)

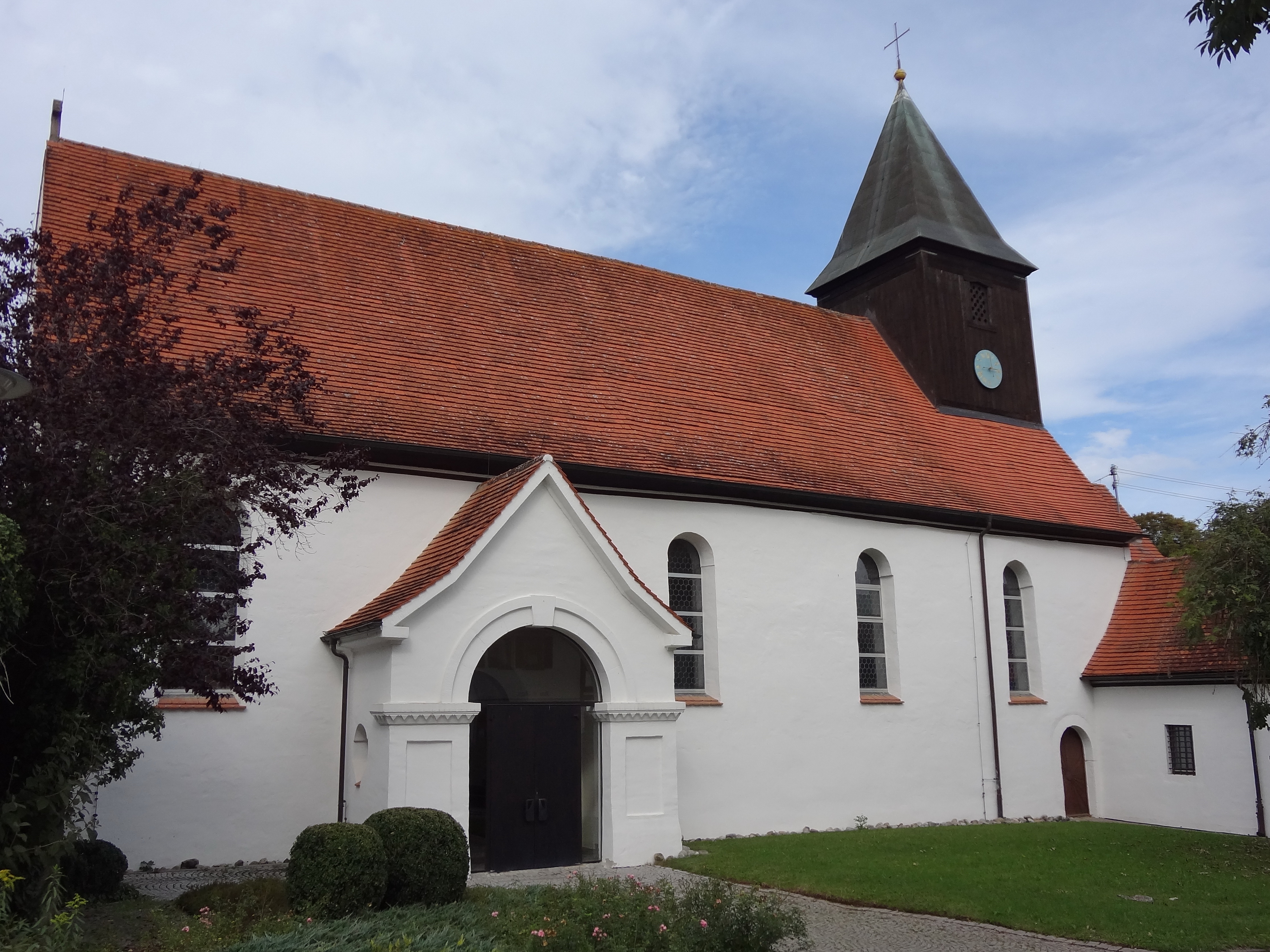

Die katholische Pfarrkirche St. Leodegar ist ein denkmalgeschütztes römisch-katholisches Kirchengebäude in Stetten ob Rottweil, einem Ortsteil von Zimmern ob Rottweil im baden-württembergischen Landkreis Rottweil. Sie gehört zur katholischen Kirchengemeinde Stetten/Flözlingen in der Seelsorgeeinheit Zimmern ob Rottweil und gehört zum Dekanat Rottweil der Diözese Rottenburg-Stuttgart.

## Geschichte und Architektur
Die Baugeschichte der Kirche geht bis ins 12. Jahrhundert zurück, der Kernbau ist romanisch, die Ersterwähnung stammt aus dem Jahr 1525. Die Kirche ist dem Heiligen Leodegar von Autun geweiht. 1549–52 erfolgte eine spätgotische Erneuerung der Kirche.  Der Chorraum mit Kreuzgratgewölbe stammt aus den Jahren 1662 und 1663. Die Sakristei wurde 1830 im Rahmen einer Restaurierung angebaut. 1924 wurde die Kirche nach Westen erweitert. Der Chorraum wurde in den Jahren 1954, 1971 und 2002 mehrfach umgestaltet.

## Ausstattung

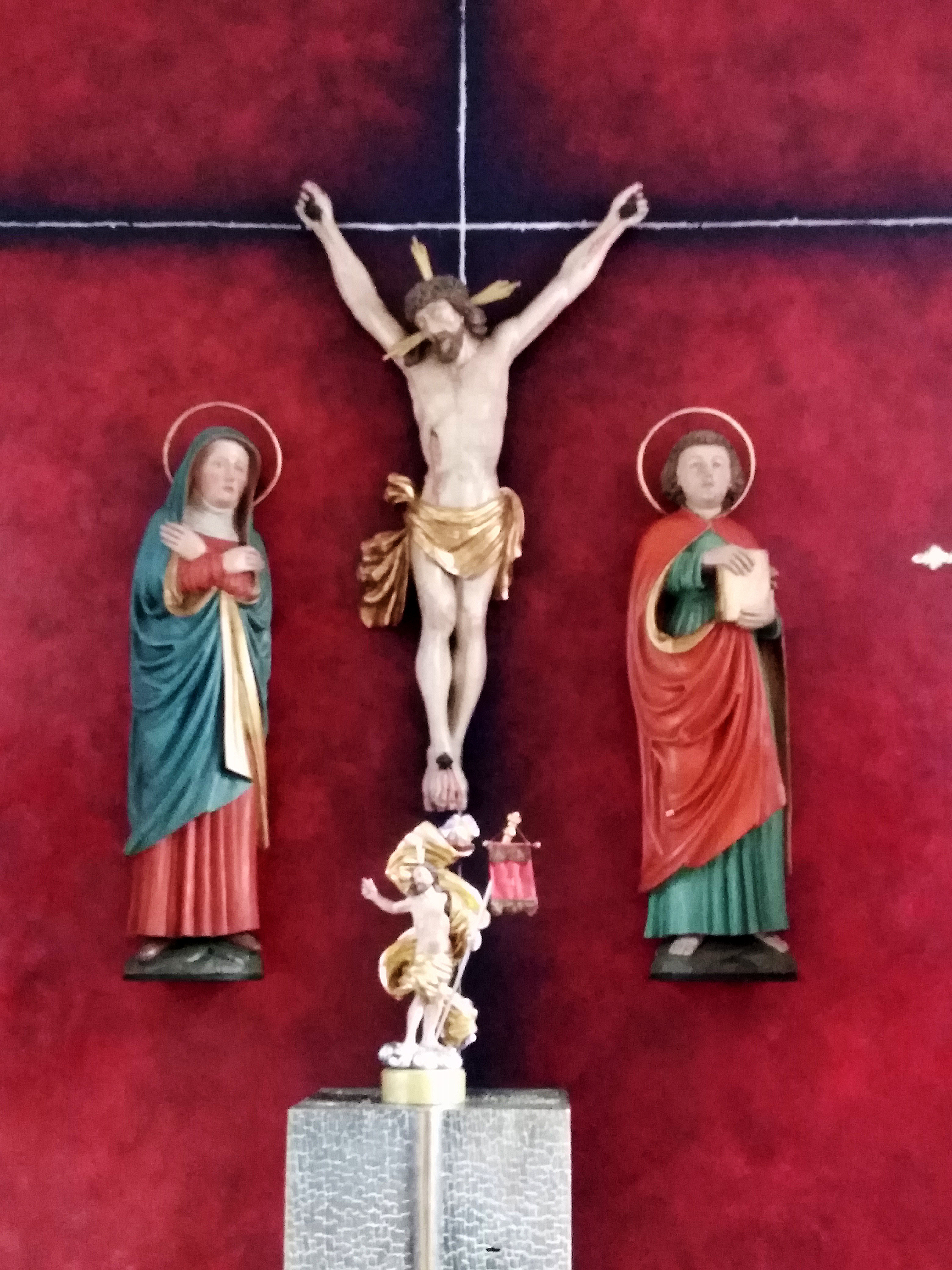
Kruzifix und Figuren Maria und Johannes

- „Stettener Madonna“, Barocke Figur, 1650
- Anna-Selbdritt-Gruppe und weitere Heiligenfiguren aus dem 17. bis 19. Jahrhundert
- Renaissance-Kanzel
- Tafelgemälde mit den 14 Nothelfern, zweite Hälfte des 16. Jahrhunderts
- Chor-Fresco von A. Blepp, 1925
- „Stettener Palmen“, Schnitzwerk, das zu Palmsonntag gezeigt wird